# Dragons' dance
「dragons' dance」（ドラゴンズ・ダンス）は、1997年6月25日に発売されたYŪKI（現・YU-KI）の1枚目のシングル。

## 解説
TRFのボーカルであるYU-KIのソロデビューシングル。
松竹系配給アニメ映画『エルマーの冒険』主題歌、および同作品をキャラクターとして起用したハウス食品「ククレカレー」CMソングに起用された。『エルマーの冒険』では、YU-KIが主人公のエルマー・エレベーター役で声優に初挑戦している。
制作が開始される前に小室と「エルマーの冒険」の設定・YU-KIの好きな曲・声質等楽曲につながる事を事前に沢山話し合い、衣装のイメージ・PVのコンセプト・シングルジャケット等の楽曲以外の最終的な方向性をYU-KIが決めていった。メインコンセプトは「洋館に住む1人っ子の女の子」である。
間奏の語りの部分について、小室は「エルマーとしてやってみてはどうか」と意見したが、YU-KIは「この曲はエルマーではなくYU-KIが歌っているので、YU-KIの語りでいきたい」と却下した。
映画のサウンドトラック『エルマーの冒険 MY FATHER'S DRAGON』には、「dragons' dance (mix for movie film)」バージョンが収録されている。

## 収録曲
作詞：小室哲哉・MARC、作曲・編曲：小室哲哉
1. dragons' dance (STRAIGHT RUN) [7:43]
2. dragons' dance (GROOVE MIX) [7:42]
3. dragons' dance (INSTRUMENTAL) [7:40]

## クレジット
- Produced : 小室哲哉
- Mixed : Keith "KC" Cohen
- Strings arranged : Randy Waldman[3]